# King Revolution
King Revolution (nacido como Quinton Meddrick Doggett; Richmond, Virginia, 24 de febrero de 1990) es un baloncestista estadounidense que, con 2,04 metros de altura, juega habitualmente en la posición de ala-pívot. Ha desarrollado una extensa carrera como deportista profesional que lo llevó a jugar en clubes de Europa, Asia, África y América.

## Trayectoria
Doggett asistió al Western Oklahoma State College, donde jugó una temporada con los Pioneers en los torneos de la NJCAA. En 2009 fue reclutado por la Southern University de Luisiana. En sus tres temporadas compitiendo en la Southwestern Athletic Conference de la División I de la NCAA con los Jaguars promedió 8,6 puntos y 6,1 rebotes por partido en 84 presentaciones. 
Luego de dejar la universidad, jugó dos temporadas en Europa -una con el Team FOG Næstved de Dinamarca y otra con los Galitos Barreiro de Portugal- y tuvo un breve paso por el Atlanta Live de la NEBA de Estados Unidos y los Toros de Matagalpa de la ABC de Nicaragua, antes de presentarse al Draft de la NBA Development League de 2014. Fue escogido por el Idaho Stampede en la segunda ronda. Sin embargo sólo jugó 8 partidos, siendo desvinculado del plantel en diciembre de 2014.
Tras actuar con el Colegio Inmaculada del Perú, completó la temporada 2015-16 con el Dinamo Kiev de la Superliga de Baloncesto de Ucrania.
En mayo de 2016 se sumó al Montevideo BBC de la Liga Uruguaya de Ascenso. Habiendo mostrado su juego en un gran nivel, fue contratado por Unión Atlética, pero ello derivó en un conflicto entre ambos clubes. Quinton, finalmente, se desentendió de la disputa y partió hacia Nicaragua para reforzar a los Productores de Sébaco.
Su siguiente destino fue Catar, donde jugó con el Qatar SC.
En mayo de 2017 fue contratado por los Indios de Mayagüez del Baloncesto Superior Nacional de Puerto Rico para remplazar a su compatriota James Southerland. Jugó solamente 7 partidos, dejando el club a fines de junio para que Tony Mitchell tomara su lugar.
Partió hacia Oriente Próximo -donde jugó para equipos de Baréin e Irak-, retornando a Latinoamérica en abril de 2018 como refuerzo de los Tijuana Zonkeys del CIBACOPA de México. Ese mismo año también competiría en Vietnam y Egipto, volviendo a Uruguay para sumarse a Sayago de la Liga Uruguaya de Básquetbol, pero abandonando el club al poco tiempo para actuar en la Premier League de Baloncesto de Arabia Saudita, donde permanecería hasta 2020 (descontando una breve incursión por El Salvador como refuerzo del Quezaltepeque Biomedical en 2019).
Tras experiencias en República Dominicana y Colombia, y regresos a Arabia Saudita y Portugal, volvió a África como refuerzo del REG ruandés.
En 2022 jugó en Taiwán para el Jeoutai Technology de la SBL y para los Tainan GhostHawks de la T1 League. Aunque ya se hacía llamar "King Revolution" al menos desde 2020, fue en Taiwán que decidió adoptar ese apodo como su nombre oficial, luego de haber jugado en esa liga bajo los nombres de "Elephant King" y "Eagle King".
Registró nuevas experiencias en Colombia, Nicaragua, Arabia Saudita y Uruguay, sumando también un paso por el baloncesto búlgaro como jugador del Chernomorets Burgas.
Disputó el Road to BAL 2024 con el Dynamo BBC de Burundi. Posteriormente se unió al Municipal Puente Alto para disputar la temporada 2024 de la Liga Nacional de Básquetbol de Chile, sin embargo abandonó el equipo antes de que el campeonato culminase.
Su siguiente destino fue Kazajistán, donde fue contratado por el equipo MAO para jugar en el circuito local de baloncesto 3x3, lo que luego le permitió representar al equipo Almaty en el Tour Mundial de Baloncesto 3x3 en julio de 2024. 